# Lutetium(III)-chlorid
Lutetium(III)-chlorid ist eine chemische Verbindung aus der Gruppe der Chloride.

## Gewinnung und Darstellung
Lutetium(III)-chlorid kann durch Reaktion von Lutetium(III)-oxid oder Lutetium(III)-carbonat und Ammoniumchlorid gewonnen werden.
{\displaystyle \mathrm {Lu_{2}O_{3}+6\ NH_{4}Cl\longrightarrow 2\ LuCl_{3}+6\ NH_{3}+2\ H_{2}O} }
Das Hexahydrat entsteht durch Reaktion von Lutetium mit Salzsäure. Durch Reaktion mit Thionylchlorid kann dieses zur Anhydratform umgesetzt werden.
{\displaystyle \mathrm {2\ Lu+6\ HCl\longrightarrow 2\ LuCl_{3}+3\ H_{2}} }
Lutetium(III)-chlorid kann auch direkt aus den Elementen Lutetium und Chlor synthetisiert werden.
{\displaystyle \mathrm {2\ Lu+3\ Cl_{2}\longrightarrow 2\ LuCl_{3}} }

## Eigenschaften
Lutetium(III)-chlorid und sein Hexahydrat sind farblose Feststoffe. Beide sind löslich in Wasser. Lutetium(III)-chlorid besitzt eine monokline Kristallstruktur mit der Raumgruppe C2/m (Nr. 12) entsprechend der von Aluminium(III)-chlorid.

## Verwendung
Lutetium(III)-chlorid kann zur Herstellung von reinem Lutetium verwendet werden.
{\displaystyle \mathrm {2\ LuCl_{3}+3\ Ca\longrightarrow 2\ Lu+3\ CaCl_{2}} }